# 캄포삼피에로
캄포삼피에로(이탈리아어: Camposampiero)는 이탈리아 베네토주 파도바도에 위치한 코무네로 면적은 21.07km2, 높이는 24m, 인구는 11,726명(2007년 기준), 인구 밀도는 560명/km2이다.

## 자매 도시
- 폴란드 야스워